# Francis Zammit Dimech
Francis Zammit Dimech (n. 23 octombrie 1954, San Ġiljan, Eastern Region (Lvant)⁠(d), Malta – d. 21 aprilie 2025) a fost un politician maltez care a servit în politica internă malteză ca membru al Camerei Reprezentanților a Maltei între 1987 și 2017 și ca membru al Parlamentului European din 2017 până în 2019. Afaceri în guvernul lui Lawrence Gonzi din 28 noiembrie 2012, până la înfrângerea guvernului lui Gonzi la alegerile generale din Malta din 2013.[1] El a deținut anterior numeroase alte responsabilități ministeriale, inclusiv comunicații, infrastructură, turism, cultură și mediu. Înainte de a fi numit ministru al afacerilor externe, a ocupat funcția de președinte al Comisiei parlamentare pentru afaceri externe. Înainte de a intra în politică, Zammit Dimech a lucrat ca avocat și radiodifuzor.